# Paranticoma profunda
Paranticoma profunda är en rundmaskart som beskrevs av Heinrich Micoletzky 1930. Paranticoma profunda ingår i släktet Paranticoma och familjen Anticomidae. Inga underarter finns listade i Catalogue of Life.